# Френки Наклс
Френки Наклс (енгл. Frankie Knuckles; Њујорк, 18. јануар 1955 — 31. март 2014) био је амерички ди-џеј и продуцент електронске музике, пионир хаус музике коју је популаризовао 1980-их (види Чикаго хаус). Каријеру је започео 1977. године.

## Изабрана дискографија

### Издања
- "" - сингл
- "" - сингл -

### Ремикси
- "" - Алисон Лимерик
- "" - Пет шоп бојс
- "" - Џенет Џексон
- "" - Дијана Рос
- "" - Мајкл Џексон